# 822
822 (DCCCXXII) fue un año común comenzado en miércoles del calendario juliano, en vigor en aquella fecha.

## Acontecimientos
- España: Abderramán II. Nuevo Emir de Al-Ándalus
- 18 de enero: Fundación del monasterio de Tobiellas en Las Bardulias.

## Fallecimientos
- Al-Hakam I, tercer emir independiente de Córdoba.